# Waskesiu Lake
Waskesiu Lake är en sjö i Kanada.   Den ligger i provinsen Saskatchewan, i den centrala delen av landet, 2 400 km väster om huvudstaden Ottawa. Waskesiu Lake ligger 548 meter över havet. Den ligger vid sjön Hanging Heart Lake.
Trakten runt Waskesiu Lake är nära nog obefolkad, med mindre än två invånare per kvadratkilometer.